# Buick Apollo
Buick Apollo – samochód osobowy klasy średniej produkowany pod amerykańską marką Buick w latach 1973 − 1975. 

## Historia i opis modelu

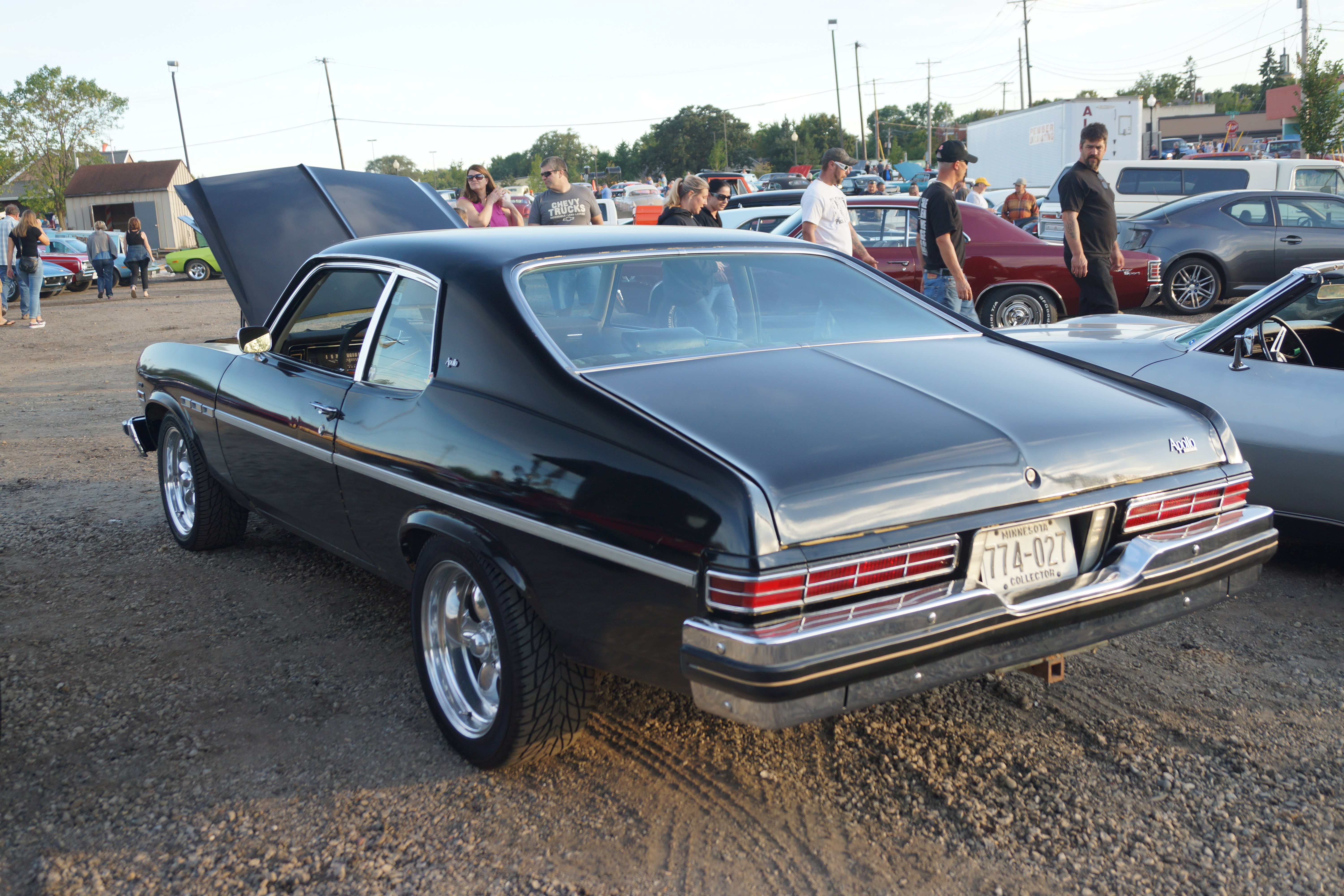
Buick Apollo - tył

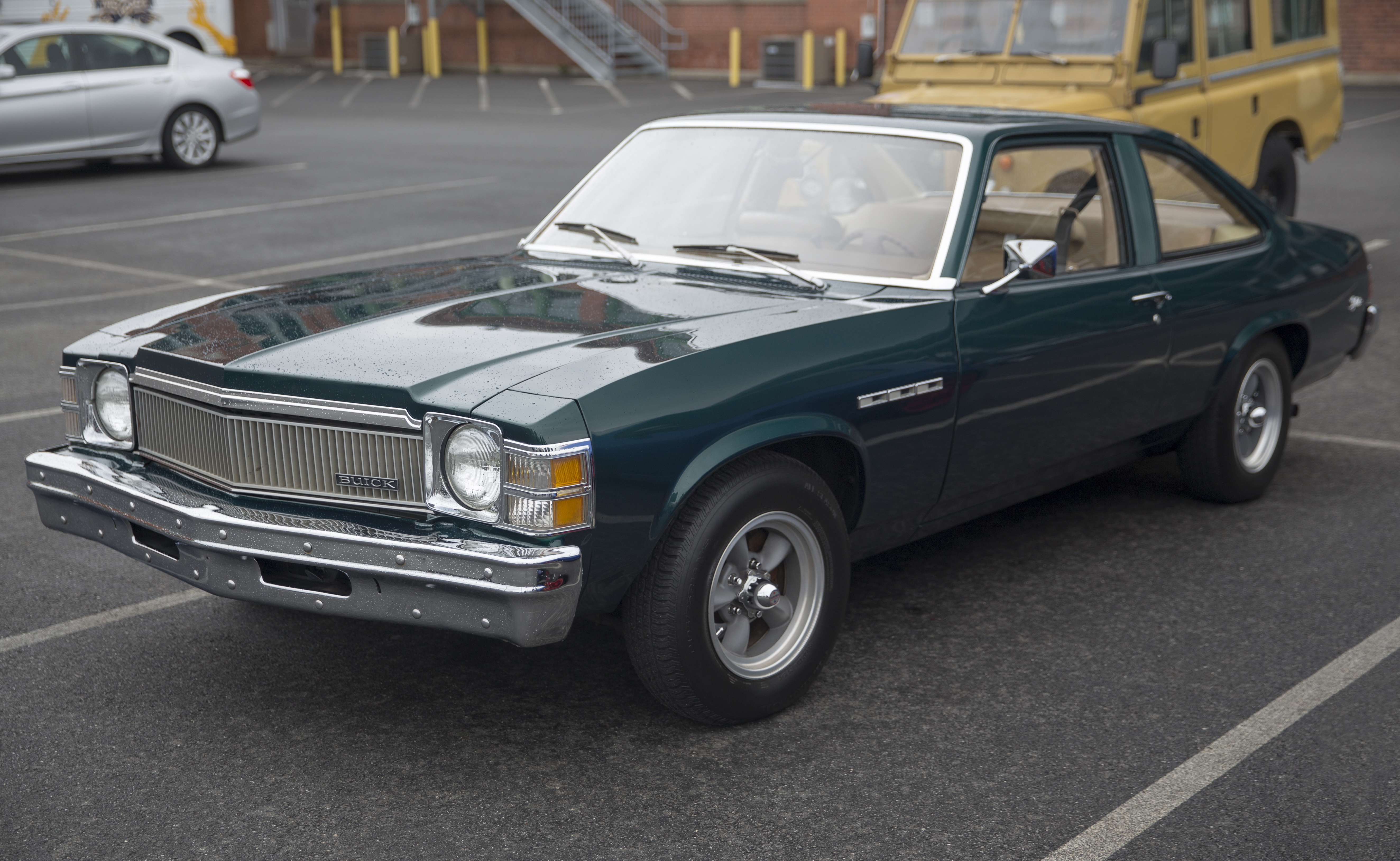
Buick Skylark - model po liftingu

W 1973 roku Buick zdecydował się zaprezentować po czteroletniej przerwie następcę dla modelu Special o nowej nazwie. Buick Apollo powstał na platformie koncernu General Motors o nazwie X-body, wyróżniając się znacznie bardziej stonowanym wyglądem niż poprzednik, nawiązując zarazem do trzeciej generacji większego modelu Century. Buick Apollo był bliźniaczą konstrukcją wobec innych modeli koncernu General Motors przedstawionych równolegle - Chevroleta Nova, Oldsmobile Omega oraz Pontiaka Ventura.

### Lifting i zmiana nazwy
Produkcja Buicka Apollo trwała tylko 2 lata, do 1975 roku. Wraz z modernizacją tego modelu przeprowadzoną w tym roku, która objęła głównie wygląd pasa przedniego, Buick zdecydował się zmienić nazwę na Skylark.

### Silniki
- L6 4.1l Chevrolet
- V8 5.7l Buick